# Новоселица (Одесская область)
Новосе́лица (укр. Новоселиця) — село, относится к Татарбунарскому району Одесской области Украины.
Население по переписи 2001 года составляло 267 человек. Почтовый индекс — 68140. Телефонный код — 4844. Занимает площадь 0,41 км². Код КОАТУУ — 5125085205.
Расстояния по автодорогам до районного центра — 32 км, до областного центра — 180 км.

## Местный совет
68140, Одесская обл., Татарбунарский р-н, с. Траповка, ул. Ленина, 3.